# 布洛傑特米爾斯 (紐約州)
布洛傑特米爾斯（英語：Blodgett Mills）是位於美國紐約州科特蘭縣的普查規定居民點。

## 人口
根據2020年美國人口普查的數據，布洛傑特米爾斯的面積為5.63平方千米，皆為陸地。當地共有人口274人，而人口密度為每平方千米48.67人。